# Kožuchovce
Kožuchovce és un poble i municipi d'Eslovàquia. Es troba a la regió de Prešov, al nord del país.

## Història
La primera referència escrita de la vila data del 1618.

## Demografia
| Godina             | 1994 | 2004   | 2014   | 2024    |
| ------------------ | ---- | ------ | ------ | ------- |
| Nombre de persones | 72   | 73     | 67     | 46      |
| Diferència         |      | +1,38% | −8,21% | −31,34% |

| Godina             | 2023 | 2024   |
| ------------------ | ---- | ------ |
| Nombre de persones | 47   | 46     |
| Diferència         |      | −2,12% |